# Viola Beach
Viola Beach fue una banda británica de indie pop formada en 2013, en Warrington, Reino Unido. Estuvo compuesta por el vocalista y guitarrista Kris Leonard, el guitarrista River Reeves, el bajista Tomas Lowe y el baterista Jack Dakin. Los cuatro miembros de la banda, junto con su mánager Craig Tarry, murieron en un accidente automovilístico en Södertälje, Suecia, el 13 de febrero de 2016.
En la semana posterior al accidente, el sencillo «"Boys That Sing"/"Like a Fool"» alcanzó el puesto número 80 en el UK Singles Chart, mientras que el sencillo «Swings and Waterslides» el puesto número 11 tras una campaña pública para aumentar las ventas. En la misma semana, «Swings and Waterslides» también logró posicionarse en el puesto número 3 en ventas, mientras que «"Boys That Sing"/"Like a Fool"» en el puesto 27.

## Carrera
La banda se formó en Warrington, Cheshire, a mediados de 2013. Los miembros originales eran Kris Leonard (guitarra y voz), Frankie Coulson (guitarra), Jonny Gibson (bajo) y Jack Dakin (batería). Sin embargo, en mayo de 2015, Coulson y Gibson fueron reemplazados por River Reeves (guitarra) y Tomas Lowe (bajo). La banda realizó su debut en el popular club Cavern Club en Liverpool, mismo lugar donde tocaron por primera vez The Beatles en 1961. Su primer sencillo, «Swings and Waterslides», fue añadido a la lista de reproducción de la BBC Radio 1 en septiembre de 2015.
La banda fue promovida por BBC Introducing y se presentaron en los Festivales de Reading y de Leeds de 2015. En noviembre de 2015, la banda grabó una sesión en vivo para la BBC Radio 1. Viola Beach lanzó su segundo y último sencillo, «"Boys That Sing"/"Like a Fool"», a través de la discográfica Communion el 22 de enero de 2016.

## Influencias
Cuando se le preguntó acerca de sus influencias musicales, el cantante y guitarrista Kris Leonard comentó que «definitivamente no estoy conscientemente influenciado por nadie», pero mencionó como fuente de inspiración a The Coral, The Zutons, The Beatles y Hooton Tennis Club, sus bandas favoritas de Liverpool. También comentó que el álbum debut de The Kooks, Inside In/Inside Out, jugó un papel muy importante en que quisiera convertirse en músico.

## Accidente

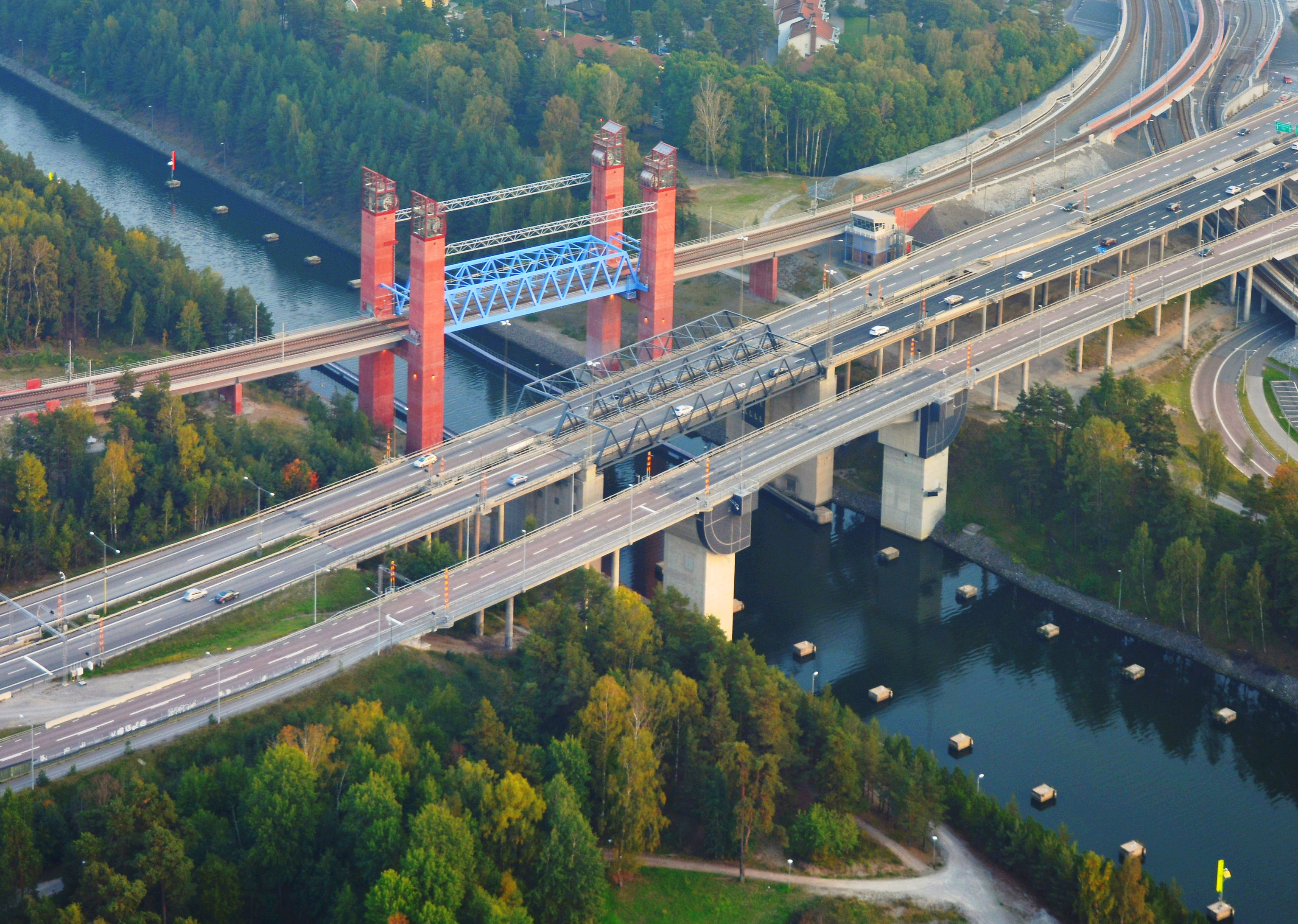
Los puentes en el canal de Södertälje. El accidente tuvo lugar en el puente E4 (centro).

El 13 de febrero de 2016, los cuatro miembros de la banda, Kristian "Kris" Leonard de 20 años, River Reeves de 19 años, Tomas Lowe de 27 años y Jack Dakin de 19 años, junto con su mánager Craig Tarry de 32 años, murieron en un accidente automovilístico al caer de un puente de la autopista E4 en Södertälje, suroeste de Estocolmo. Los testigos vieron la caída del vehículo a través de un hueco en el puente, el cual en ese momento se encontraba abierto con el fin de dejar pasar a un barco. El vehículo circulaba alrededor de 70 kilómetros por hora, y para evitar colisionar con los coches que se encontraban parados esperando a que el puente estuviese de nuevo operativo, el vehículo dio un volantazo, provocando que cayesen al canal a 25 metros de altura. Sin embargo, la causa oficial del accidente no fue inmediatamente confirmada por las autoridades suecas.
El 16 de febrero, The Daily Telegraph reportó que un buque petrolero bajo el nombre de «Tellus», navegó sobre los restos del vehículo accidentado de la banda poco después de que este cayéra al agua. La emisora sueca Sveriges Television, informó que el capitán del buque había visto el Nissan Qashqai negro flotando en el agua, pero pensó que sólo era una gran masa de nieve. Esto plantea la posibilidad de que la banda pudo haber sobrevivido al impacto inicial de la caída, y en su lugar fallecieron a causa del buque, lo que también explicaría porque el vehículo estaba en tan malas condiciones al ser recuperado.
El 25 de febrero, un portavoz de la policía de Estocolmo comentó que el conductor del vehículo no tenía ningún rastro de alcohol o drogas en su sangre. Sin embargo, la policía no reveló la identidad del conductor. El mismo día, el oficial de policía a cargo de la investigación agregó "Hemos sido capaces de ver que el coche frenó antes de llegar al puente. Eso nos permite descartar que el conductor se haya quedado dormido. Pero lo que realmente ha sucedido es completamente inexplicable. En este momento no hay ninguna hipótesis."
La banda había tocado en el festival de música Where's the Music? en la ciudad de Norrköping el día anterior. La banda tenía programado tocar en el festival South by Southwest en Austin, Texas, en marzo de 2016, y en los festivales The Great Escape Festival en Inglaterra, y T in the Park en Escocia, así como también tocar en su ciudad natal de Warrington en marzo y octubre.
Fanes de la banda comenzaron una campaña para lograr que el sencillo «Swings and Waterslides» logre quedar en el primer puesto de la UK Singles Chart. La campaña recibió el apoyo del excantante de Oasis, Liam Gallagher, y la banda de rock Kasabian. El sencillo logró quedar en el puesto número 39 en Official Chart Update, y alcanzó el puesto número 11 semanas después. El 16 de febrero alcanzó el puesto número tres en la lista de iTunes. Numerosas flores, velas, botellas de cerveza, fotos e incluso una guitarra firmada por uno de los miembros de la banda fueron depositados fuera de The Lounge, el club donde la banda comenzó su carrera, así como también fuera del ayuntamiento de Warrington. Tras la noticia de las muertes de los miembros de la banda junto con su mánager, se anunció que todos los ingresos serían donados a las familias de las víctimas.

## Discografía

### Sencillos
| Año  | Título                           |
| ---- | -------------------------------- |
| 2015 | "Swings & Waterslides"           |
| 2016 | "Boys That Sing" / "Like a Fool" |